# Guru Gita
Guru Gita (lett. "canto del guru") è uno scritto induista che si dice sia stato scritto dal saggio Vyāsa. I versi di questo scritto possono essere anche cantati.
Il testo si pensa faccia parte del più grande Skanda Purāṇa.
Vi sono diverse versioni del Guru Gita, che variano da 100 a oltre 400 versi. Un altro pensiero è che invece faccia parte del Viswasara Tantra.
Nella tradizione Siddha Yoga, il Guru Gita è considerato un “testo indispensabile”. Swami Muktananda ha scelto 182 versi per creare una versione unica del Guru Gita, che ha una sua propria melodia per il canto.
Il testo del Guru Gita descrive una conversazione tra il Dio Indù Shiva e sua moglie, la Dea Parvati, nel quale lei gli chiede di insegnargli sui Guru e la liberazione. Shiva le risponde descrivendo il principio del Guru, le vie appropriate dell'adorazione del Guru e i metodi e i benefici della ripetizione del Guru Gita. Il testo dà anche l'etimologia della parola Guru, la cui radice gu sta per buio, mentre ru sta per luce. Il termine Guru è quindi spiegato come "colui che rimuove il buio", che rivela la luce del cuore.

## Cultura di massa
Il testo fece parte del film del 2010 Mangia prega ama